# Lifeshow
Lifeshow ist das dritte Soloalbum des deutschsprachigen Rappers Olli Banjo. Es erschien am 8. Juni 2007 über das Independent-Label Headrush Records. Nach der Veröffentlichung der Alben Erste Hilfe (2003) und Schizogenie (2005), sowie der Mixtapes Sparring (2004) und Sparring II (2006) ist Lifeshow der fünfte Tonträger des Rappers.

## Versionen
Lifeshow erschien in zwei Versionen. Neben der Standard-Version wurde eine Exclusive-Edition für den Online-Shop der Internetseite MZEE.com gepresst. Diese ist ausschließlich auf der besagten Seite zu erwerben und beinhaltet neben den regulären 19 Songs die Tracks Sprache Der Straße, Probleme und Lifeshow Acapella.

## Titelliste
1. Vorhang auf (Intro) – 0:37
2. Lifeshow (feat. Jonesmann) – 3:42
3. Ich bin Frei – 3:09
4. Tagesschau – 3:41
5. In deine Fresse – 3:01
6. Live dabei! (Skit) – 0:54
7. Ich hasse dich – 3:54

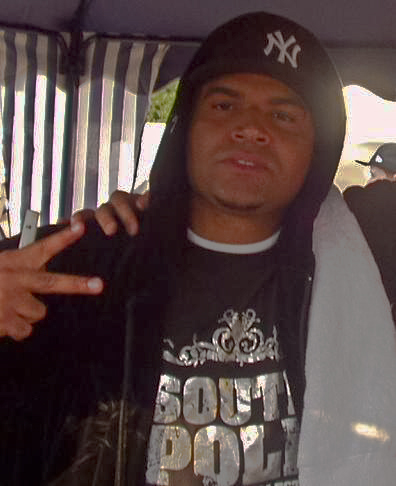
Olli Banjo (2006)

8. Am Riden (feat. Chamillionaire) – 3:58
9. Dein Vadder (Skit) – 0:20
10. Papa – 2:56
11. Don’t Do Drugs – 3:30
12. Olga & Gladys (Skit) – 1:29
13. Black Boys – 3:15
14. Alzheimer (Skit) – 0:20
15. Bayern München – 3:13
16. B.S.S.K. – 3:56
17. Gimme The Light (feat. Schivv) – 4:19
18. Deine Sprache – 03:36
19. Komm ans Fenster – 03:51

## Gastbeiträge
Im Gegensatz zu den Sparring-Mixtapes, auf welchen zahlreiche Hip-Hop-Musiker mit Gastbeiträgen vertreten sind, kann man auf Lifeshow lediglich drei Gastmusiker hören. Diese sind der Frankfurter Jonesmann, welcher zur damaligen Zeit vertraglich an Bozz-Music gebunden war, Schivv und der US-Amerikaner Chamillionaire, der 2006 große Erfolge mit der Single Ridin’ feiern konnte. Zu Chamillionaire erhielt Olli Banjo Kontakt, nachdem er, infolge eines Auftrags von Sureshot, einen Remix für dessen Titel Ridin’ produziert hatte. Banjos Part stieß sowohl bei der Plattenfirma in den USA, als auch bei Chamillionaire auf eine positive Resonanz. Banjo und Chamillionaire trafen sich im Anschluss in Frankfurt, wo sie gemeinsam ein Lied für Banjos drittes Soloalbum aufnahmen.

„Wir haben uns während meiner letzten Deutschlandreise kennengelernt und uns direkt super verstanden. Mir sind diese internationalen Zusammenarbeiten auch wirklich wichtig, schließlich leben wir alle die gleiche Kultur, weltweit. Dabei geht es mir auch nicht darum, mit dem gerade angesagtesten Superstar des jeweiligen Landes zusammenzuarbeiten, sondern vielmehr um Kredibilität. Ich habe ein paar Tracks von Olli gehört und habe sofort erkannt, dass der Typ Skills hat.“

## Produktion
Als Hauptproduzent fungierte der bei Headrush unter Vertrag stehende Produzent Roe Beardie, welcher für die musikalische Untermalung der Tracks Vorhang auf (Intro), Lifeshow, Live dabei! (Skit), Ich hasse dich, Am Riden, Dein Vadder (Skit), Papa, Black Boys, Alzheimer (Skit), Bayern München, B.S.S.K. und Deine Sprache. Des Weiteren produzierte der Bozz Music Produzent Benny Blanco die Tracks Tagesschau und In deine Fresse. Ebenfalls zwei Beats stammen von dem Hamburger Produzenten Monroe. Diese sind den Tracks Ich bin frei und Komm ans Fenster zuzuordnen. Des Weiteren stammt der Beat des Tracks Don't do drugs von Crada. Ebenfalls einen Track produzierten die Drama Monks, nämlich Gimme the light. Die Berliner Rapperin She-Raw produzierte den Skit Olga & Gladys.

## Illustration
Ein Großteil des Covers wird durch einen Himmelsausschnitt ausgefüllt. Im Vordergrund steht Olli Banjo und hält einen brennenden Molotowcocktail in der linken Hand. Im Hintergrund sind ein Monstertruck, eine Sekretärin und ein Mitglied des Ku-Klux-Klan, welches ein brennendes Kreuz in der Hand hält, zu erkennen.
Die einzelnen Abbildungen stehen symbolisch für bestimmte Aspekte des Lebens von Olli Banjo. Laut Aussage des Rappers steht der Truck dafür, dass er der beste deutsche Rapper ist, das Ku-Klux-Klan-Mitglied für die Probleme, mit welchen er aufgrund seiner Hautfarbe bereits konfrontiert worden ist und die Sekretärin symbolisiert den kommerziellen Erfolg des Hip-Hop-Musikers. Banjo hält auf dem Cover einen Molotowcocktail, um seine rebellische Attitude darzustellen.

## Vermarktung
Es entstanden drei Videos zu Liedern des Albums. Diese sind Tagesschau, Lifeshow und Deine Sprache. Im Video zu Tagesschau sieht man den Rapper vor einem Fernseher, in welchem die Tagesschau läuft, sitzen. Der Raum, in welchem sich Banjo befindet, ist dabei mit Wasser geflutet. Der Videodreh dauerte, laut Aussage Banjos, einen Tag, wobei der Hip-Hop-Musiker acht Stunden lang im Wasser stehen musste. Wie bereits die vorherigen Clips des Rappers, wurde auch Tagesschau von Katja Kuhl, welche 2007 unter anderem für die Videos zu Vom selben Stern von Ich + Ich und Schmetterlingseffekt von Bass Sultan Hengzt verantwortlich war, gedreht. Tagesschau konnte in der MTV-Show Urban TRL Platz 2 der TRL Most Wanted erreichen.

## Rezeption
Dzermana Schönhaber von MZEE führte in einer Rezension an, dass sich Olli Banjo auf "Liveshow" facettenreich zeige, gerade, was den Song "Deine Sprache" anginge, auf welchem er "präzise und emotional" eine gescheiterte Beziehung thematisiert. Somit habe Banjo sein künstlerisches Repertoire erweitert und einen Song geschaffen, der berühre und absolut hörenswert sei.

## Erfolg
Lifeshow stieg in der ersten Verkaufswoche auf Platz 38 der deutschen Album-Charts ein. In der Juli-Ausgabe des Hip-Hop-Magazins Juice wurde Lifeshow zum Album des Monats gekürt.